# David E. Kelley

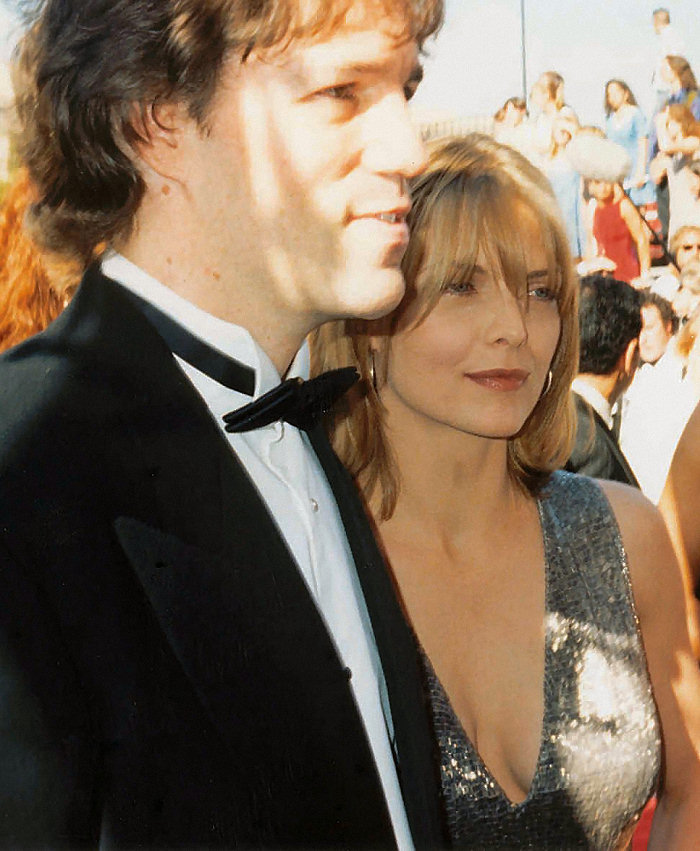
David E. Kelley gemeinsam mit Ehefrau Michelle Pfeiffer bei der Emmy-Verleihung 1994

David Edward Kelley (* 4. April 1956 in Waterville, Maine) ist ein US-amerikanischer Fernseh- und Filmproduzent.

## Leben
Kelley besuchte die Belmont Hill School, die Princeton University und die Boston University School of Law und arbeitete anfänglich als Rechtsanwalt in Boston. In den 1980er Jahren begann er mit dem Schreiben von Drehbüchern. So entwickelte er die Story und schrieb das Drehbuch zu From the Hip (1987, dt. Karriere mit Links). Nach Lektüre dieses Drehbuches engagierte Steven Bochco ihn zunächst als Autor einzelner Folgen für dessen Fernsehserie L.A. Law, welche er später auch produzierte. Später erschuf er zusammen mit Bochco die Serie Doogie Howser, M.D. Weitere Serien, die von ihm geschaffen wurden oder an denen er mitarbeitete, waren Picket Fences, Chicago Hope, The Practice, Ally McBeal, Snoops, Girls Club, Boston Public, The Brotherhood of Poland, N.H., Boston Legal und The Crazy Ones.
Kelleys Fernsehserien wurden berühmt durch ihre wunderliche, mitunter surreale Komik ebenso wie durch ihre ernsthaften Momente.
Im Jahr 1993 heiratete David Kelley die Schauspielerin Michelle Pfeiffer. Zusammen haben sie einen Sohn und eine vor der Hochzeit von Pfeiffer adoptierte Tochter.

## David E. Kelleys Archetypen

### Figuren
Obwohl Kelley gelegentlich sehr originelle Figuren erschafft, gehen viele davon auf einige wenige Archetypen zurück.
Der schräge Anwalt mit einem Herz aus GoldEin aalglatter Redner, der rechtlichen und moralischen Ethos missachtet, wenn es ihm gefällt. Aber wenn es darauf ankommt, wenn es z. B. um Kinder geht, tut er das Richtige. Diese Figur taucht bereits in seinem ersten Film From the Hip auf, in Gestalt des Protagonisten Robin Weathers (Judd Nelson). Weitere Beispiele dafür sind Richard Fish in Ally McBeal, Alan Shore in Boston Legal und mit ausgesprochen wenig Erfolg der Lehrer Harry Senate in Boston Public.
Der brillante, aber senile, alte AnwaltObwohl in Frage gestellt wird, ob er überhaupt noch als Rechtsanwalt (bzw. Lehrer) arbeiten sollte, oft als Legende bezeichnet. Er vergisst bei Prozessen (bzw. Schulstunden) häufig Details. Aber er hat „Krücken“, die ihm helfen, seine Vergesslichkeit zu verstecken. Beispiele sind Raymond Oz in The Practice, Denny Crane in Boston Legal, Harvey Lipschultz in Boston Public und Douglas Wombaugh in Picket Fences. Die letzten beiden Figuren wurden vom selben Schauspieler gemimt – Fyvush Finkel.
Der Urheberrecht verletzende AngeklagteAngeklagter mit der Wahnvorstellung, er wäre eine Ikone der urheberrechtlich geschützten amerikanische Folklore, wie ein Comic-Buch Held oder ein Filmschauspieler. Beispielsweise verteidigt Lindsay Dole in The Practice einen Mann, der sich für Hannibal Lecter hält und sie dauernd „Clarice“ nennt. In einer anderen Episode denkt ein geistig kranker Patient, er wäre Superman und versuchte, vom Fenstersims eines Krankenhauses zu fliegen.

### Themen
Der ewige moralische Konflikt der Verteidiger von KriminellenAnwälte, die Schuldige verteidigen, werden häufig beschimpft, Mörder und Vergewaltiger zur Freiheit zu verhelfen. Sie müssen sich selbst immer wieder daran erinnern, dass sie es für das Gemeinwohl tun. Um zu verhindern, dass die Staatsmacht nach Belieben Menschen einkerkert. Es war das bedeutendste Thema in The Practice, taucht jedoch in allen Serien von Kelley auf.
Moral und Gesetz widersprechen sichEs gibt Situationen, in denen es moralisch falsch ist, dem Gesetz zu folgen, und Situationen, in denen es ungesetzlich ist, moralisch zu handeln. In einer Folge der Serie The Practice beispielsweise erfährt Jimmy Berlutti von einem Jungen mit einem Gehirn-Aneurysma. Eine dringend benötigte vorsorgliche Operation kann nicht durchgeführt werden, weil die Versicherung das Weitergeben dieser Information verbietet. Berlutti riskiert ein Berufsverbot, indem er den Eltern des Jungen von der nötigen Operation erzählt.

## Bemerkungen
- Immer wieder gibt es zwischen seinen Serien Crossover (die Figuren einer Serie tauchen in einer anderen Serie auf). So überweist Jill Brock aus Picket Fences den Anwalt Douglas Wambaugh ins Chicago Hope. Die Anwältin Ellenor Frutt aus The Practice vertritt einen Lehrer, der gegen seine Entlassung aus der Highschool Boston Public klagt. Oder die Anwälte aus Ally McBeal rufen die Kollegen aus The Practice zu Hilfe, wenn es um einen besonders heiklen Fall geht.
- Auffällig ist auch immer wieder seine Vorliebe, Darsteller, mit denen er gearbeitet hat, in späteren Projekten wieder einzusetzen. So waren sowohl Kathy Baker als auch Fyvush Finkel Hauptdarsteller in Picket Fences und später in Boston Public. Und Anthony Heald und René Auberjonois spielten beide Richter in The Practice, ehe sie Hauptrollen in Boston Public bzw. Boston Legal übernahmen. Lauren Holly trat in Picket Fences und in Chicago Hope auf, jedoch jeweils in anderen Rollen. Mark Valley spielte in den ersten drei Staffeln von Boston Legal und spielt ab der zweiten Staffel von Harry’s Law erneut einen Anwalt.

## Filmografie (Auswahl)

### Fernsehserien
- 1986–1994: L.A. Law – Staranwälte, Tricks, Prozesse (L.A. Law)
- 1992–1996: Picket Fences – Tatort Gartenzaun (Picket Fences)
- 1994–2000: Chicago Hope – Endstation Hoffnung (Chicago Hope)
- 1997–2004: Practice – Die Anwälte (The Practice)
- 1997–2002: Ally McBeal
- 1999: Snoops – charmant & brandgefährlich (Snoops)
- 2000–2004: Boston Public
- 2004–2008: Boston Legal
- 2011–2012: Harry’s Law
- 2013: Monday Mornings
- 2013: The Crazy Ones
- 2016–2021: Goliath
- 2017–2019: Big Little Lies
- 2017–2019: Mr. Mercedes
- 2020: The Undoing (Miniserie)
- 2020: Big Sky
- 2022: Anatomie eines Skandals
- 2022: The Lincoln Lawyer
- 2023: Love and Death (Miniserie)
- 2024: Ein ganzer Kerl (A Man in Full, Fernsehserie, 6 Episoden)
- 2024: Aus Mangel an Beweisen (Presumed Innocent, Fernsehserie)

### Spielfilme
- 1987: Karriere mit links (From the hip)
- 1999: Lake Placid
- 1999: Mystery – New York: Ein Spiel um die Ehre (Mystery, Alaska)

## Auszeichnungen und Nominierungen (Auswahl)
- 1988–1991: L.A. Law: 5 Primetime Emmys, 8 Nominierungen; Writers Guild of America Award 5 Nominierungen
- 1993–1994: Picket Fences – Tatort Gartenzaun: 2 Primetime Emmys; Writers Guild of America Award 2 Nominierungen
- 1995–1996: Chicago Hope – Endstation Hoffnung: 2 Primetime Emmy Nominierungen
- 1998–2001: Practice – Die Anwälte: 2 Primetime Emmys, 3 Nominierungen: Writers Guild of America Award 1 Nominierung
- 1998–1999: Ally McBeal: 1 Primetime Emmy, 3 Nominierungen
- 2017–2018: Big Little Lies: 1 Primetime Emmy, 1 Nominierung; 1 Writers Guild of America Award